# Cagiva Raptor
La  Cagiva Raptor è una motocicletta prodotta dalla casa motociclistica italiana Cagiva.
Costruita nelle versioni da 125, 650 e 1.000 cm³ è stata progettata da Miguel Galluzzi, già designer della Ducati Monster. Il progetto Raptor nasce quando Cagiva era ancora proprietaria del marchio Ducati ed era stato originariamente denominato M2 - (Monster 2), questa sigla permane sulla targhetta adesiva posta vicino al cannotto di sterzo delle Raptor, solo la 125 non riporta tale sigla.

## Raptor 125
Questa moto è l'evoluzione del modello Cagiva Planet ed è in produzione dal 2003, tutti e due i modelli hanno come base la Cagiva Mito e se ne differenziano per l'assenza delle carene, per il serbatoio e il diverso impianto d'illuminazione, essendo un modello naked ha un'impostazione di guida diversa, presentando delle tarature differenti all'impianto frenante e agli ammortizzatori, che la rendono più comoda e agile.
La Cagiva ha un impianto frenante forte e modulabile: la "serie oro" di Brembo, montata anche sui primi modelli di Ducati Monster degli anni novanta. Per la ciclistica, le forcelle anteriori a steli rovesciati sono firmati Marzocchi e assicurano un'ottima tenuta di strada.
Il motore, come per la Mito, è affidabile e potente, arrivando nelle versioni "full power" a sfiorare i 30 CV.
Un vantaggio di questo modello è la possibilità d'applicare l'avviamento a pedale senza la presenza delle carene; questo tipo d'avviamento, non disponibile nella versione in produzione, può essere prelevato dal kit SP della Mito o da altri modelli 125 fuori produzione, visto che le misure sono le stesse del 1980.
Dal 2007 questo modello è stato venduto con l'omologazione Euro 3 (come la Mito SP525, ma un anno prima) grazie alla presenza di un nuovo impianto (ECS) che controlla tutti i parametri del motore e che regola la quantità d'aria al motore, in modo da produrre meno sostanze inquinanti.
Questo sistema, in caso di malfunzionamento, ha una spia luminosa rossa chiamata MIL (Malfunction Injection Lamp), che avvisa quando il motore va in emergenza, come nei casi in cui la pompa (miscelatore) elettrica, il carburatore o la centralina manifestassero un inconveniente o un guasto.
Presso le officine autorizzate è possibile acquistare il kit di ripotenziamento Cagiva, il quale trasforma la naked Cagiva in versione "full power". Il kit è composto da una pancia di scarico e le nuove tarature del carburatore; ma rende non conforme alla legge la moto.

## Raptor 650

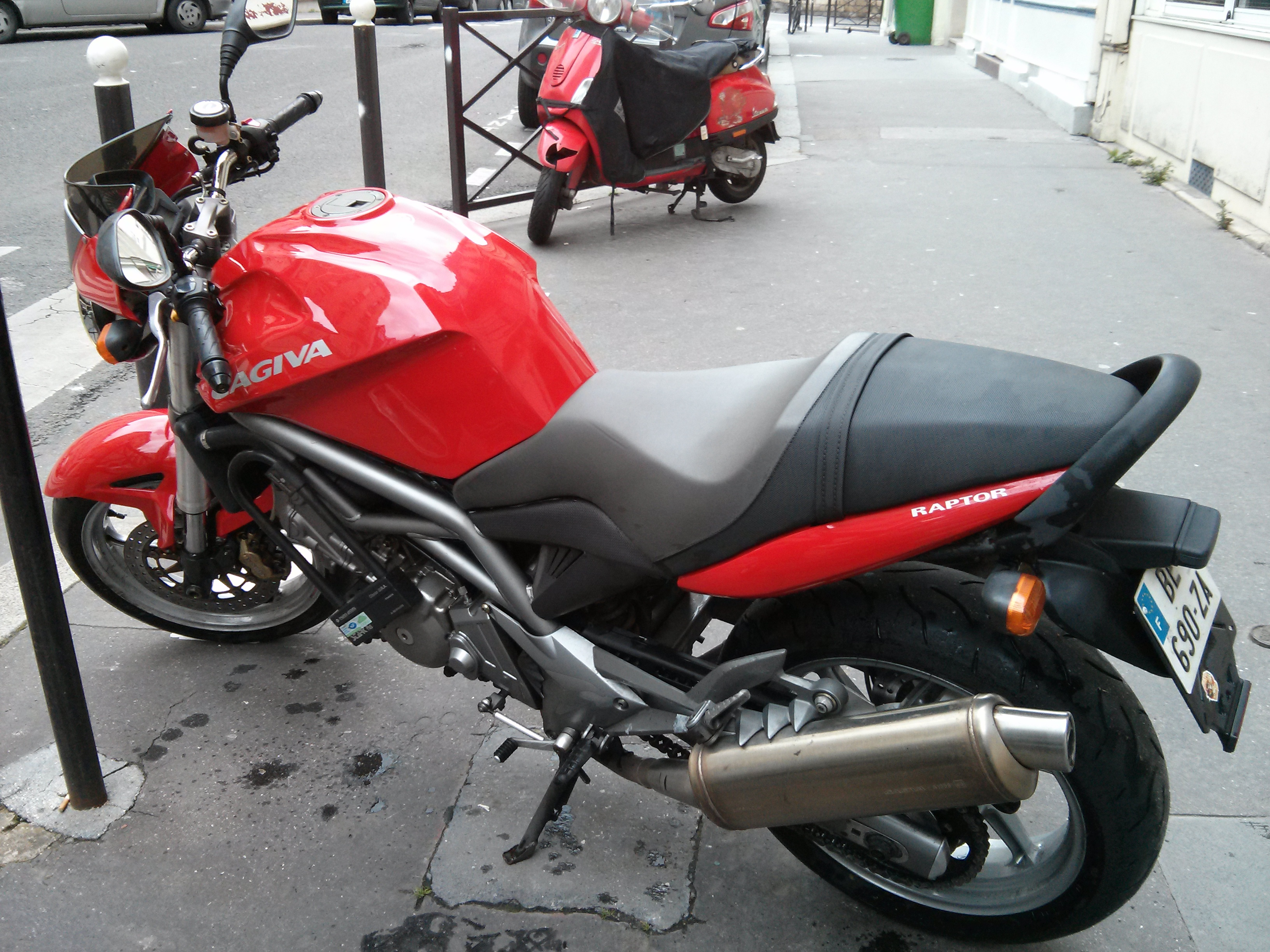
Cagiva Raptor 650

La Raptor 650 ha il telaio realizzato dalla Telca, azienda del gruppo MV Agusta, ed è entrata in produzione con una prima serie dal 2001 al 2004, montando il motore Suzuki simile a quello della Suzuki SV 650. 
La seconda serie, subentrata alla prima a partire dal 2005 e prodotta fino al 2007, è stata equipaggiata dal nuovo motore Suzuki dotato dell'impianto di iniezione digitale SDTV (Doppia valvola a farfalla) e del sistema PAIR (Pulsed secondary air injection), rivisto nell'erogazione al centro CRC di San Marino, mantenendo un cambio a sei marce. 
È stato inoltre aggiunto un radiatore per l'olio identico alla versione 1.000cc e spostato il rettificatore di corrente dal sottosella (causa di surriscaldamento nella precedente serie) alla fiancata laterale (con feritoie per rinfrenscarlo). Il serbatoio è più piccolo di qualche litro rispetto alla versione carburatori e quindi non compatibile.
Come interventi estetici:
- cupolino derivato dalla concept bike X3
- fiancatine sottosella verniciate
- fiancatine telaio lisce (non più "butterate" stile carbonio) con feritoie dal lato sinistro
- specchietti in stile appuntito invece che tondi (chiamati topolino, per la similitudine con il personaggio Disney)

Meno evidente la mancanza dei supporti faro tipici della prima serie (con le "manine") e presente la protezione serbatoio "parachiavi" in gomma invece che in plastica. Per la comodità del passeggero è stata modificata la parte finale della sella, squadrata e più imbottita, e aggiunto un maniglione a cui sostenersi durante il viaggio. 
Il mono ammortizzatore nella versione a iniezione è già sollevato con le levette a triangolo di serie (a differenza del 1000cc e della carburatori che necessitano della loro aggiunta).

## Raptor 1000

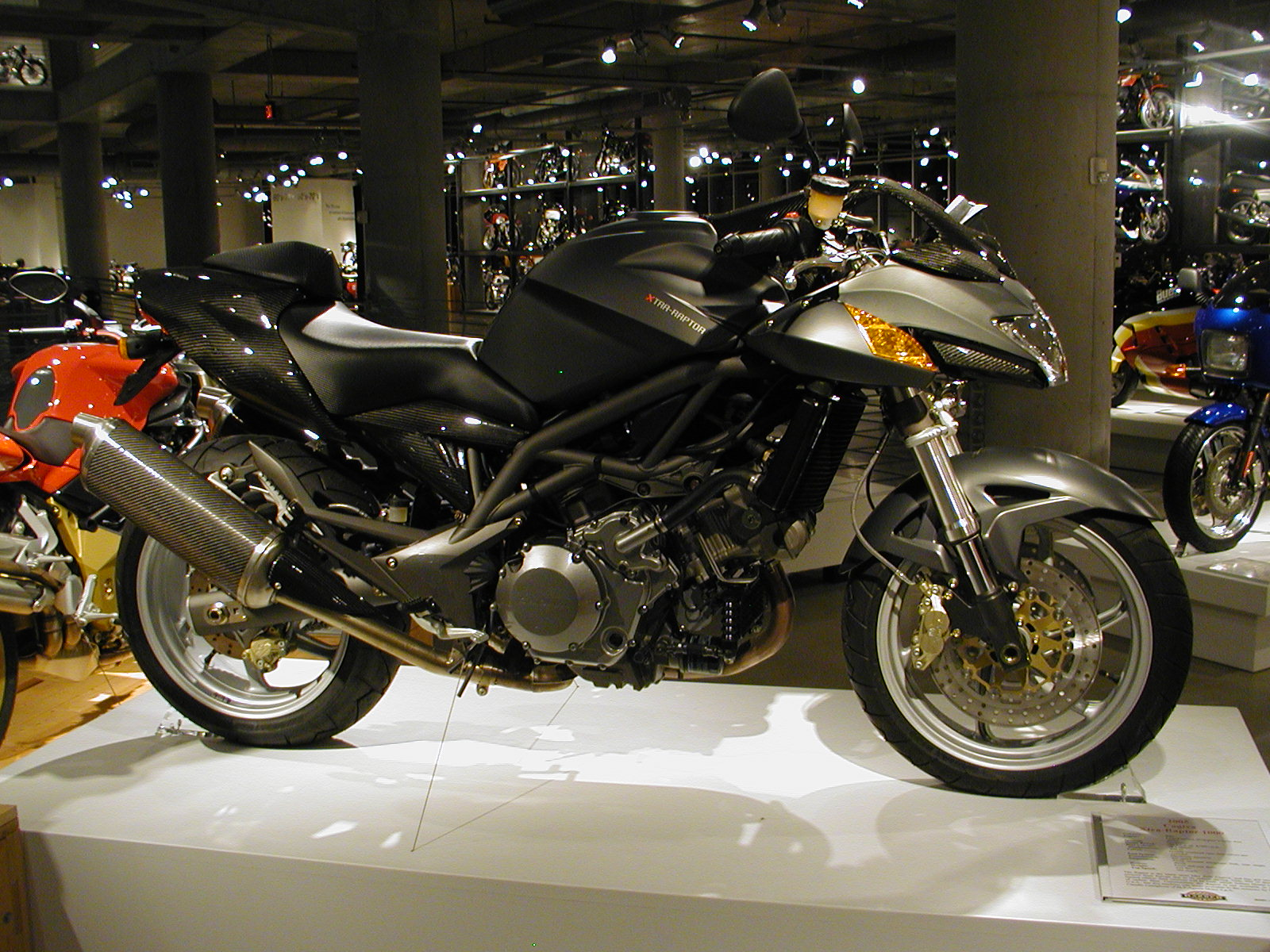
Cagiva Xtra Raptor 1000

La versione maggiore, entrata in produzione per prima nel 2000 e uscitane nel 2006, è stata prodotta in un'unica serie ma in due versioni, normale e V-Raptor . A queste si aggiunse, nel 2001, l'Xtra-Raptor", versione "speciale" della V-Raptor, esteticamente identica ma con le parti della carenatura in carbonio e sospensioni completamente regolabili. Nel 2004, venne presentata un prototipo denominato X3 Raptor mai entrato in produzione.
Esse montavano un propulsore giapponese della Suzuki (TL1000) impiegato in Superbike per un breve periodo.
Tutti i propulsori presentavano il raffreddamento a liquido e l'impianto frenante era composto da due freni a disco all'anteriore (solo la versione da 125 cm³ disponeva di disco singolo all'avantreno) e uno singolo al posteriore. In comune a tutti i modelli, indipendentemente dalla cilindrata, la presenza di una forcella a steli rovesciati (da 40 mm per la 125, da 43 mm per le altre) e di un mono-ammortizzatore al retrotreno.
Maneggevolezza e potenza sono le doti naturali di questa moto: 82 Kw (110 Cv) con soli 194 kg di peso (197 nella versione V).
Fonti ufficiose dicono che siano state prodotte circa 300 V-Raptor 1000 e circa 600 Xtra-Raptor. L'Xtra, prodotta in serie limitata, ha una targhetta riportante la numerazione che, secondo quanto dichiarato alla presentazione, doveva andare dalla 1/999 alla 999/999.

## Caratteristiche tecniche
| Caratteristiche tecniche - Cagiva Raptor 125          | Caratteristiche tecniche - Cagiva Raptor 125 | Caratteristiche tecniche - Cagiva Raptor 125 | Caratteristiche tecniche - Cagiva Raptor 125 | Caratteristiche tecniche - Cagiva Raptor 125 | Caratteristiche tecniche - Cagiva Raptor 125 |
| Dimensioni e pesi                                     | Dimensioni e pesi | Dimensioni e pesi | Dimensioni e pesi | Dimensioni e pesi | Dimensioni e pesi |
| ----------------------------------------------------- | --- | --- | --- | --- | --- |
| Ingombri (lungh.×largh.×alt.)                         | 1980 × 750 × 1040 mm | 1980 × 750 × 1040 mm | 1980 × 750 × 1040 mm | 1980 × 750 × 1040 mm | 1980 × 750 × 1040 mm |
| Altezze                                               | Sella: 800 mm - Minima da terra: 175 mm | Sella: 800 mm - Minima da terra: 175 mm | Sella: 800 mm - Minima da terra: 175 mm | Sella: 800 mm - Minima da terra: 175 mm | Sella: 800 mm - Minima da terra: 175 mm |
| Interasse: 1375 mm                                    | Interasse: 1375 mm | Massa a vuoto: 125 kg | Massa a vuoto: 125 kg | Serbatoio: 12,51 l | Serbatoio: 12,51 l |
| Meccanica                                             | | | | | |
| Tipo motore: monocilindrico 2 tempi con catalizzatore | Tipo motore: monocilindrico 2 tempi con catalizzatore | Tipo motore: monocilindrico 2 tempi con catalizzatore | Tipo motore: monocilindrico 2 tempi con catalizzatore | Raffreddamento: a liquido | Raffreddamento: a liquido |
| Cilindrata                                            | 124,63 cm³ (Alesaggio 56 × Corsa 50,6 mm) | 124,63 cm³ (Alesaggio 56 × Corsa 50,6 mm) | 124,63 cm³ (Alesaggio 56 × Corsa 50,6 mm) | 124,63 cm³ (Alesaggio 56 × Corsa 50,6 mm) | 124,63 cm³ (Alesaggio 56 × Corsa 50,6 mm) |
| Distribuzione: valvola lamellare                      | Distribuzione: valvola lamellare | Distribuzione: valvola lamellare | Alimentazione: carburatore Dell'Orto PHBH da 28 mm, dal 2008 Dell'Orto VHST CD da 28 mm con TPS                                                                        | Alimentazione: carburatore Dell'Orto PHBH da 28 mm, dal 2008 Dell'Orto VHST CD da 28 mm con TPS                                                                        | Alimentazione: carburatore Dell'Orto PHBH da 28 mm, dal 2008 Dell'Orto VHST CD da 28 mm con TPS                                                                        |
| Potenza: 32 CV (23,5 kW)                              | Potenza: 32 CV (23,5 kW) | Coppia: 17,6 Nm | Coppia: 17,6 Nm | Rapporto di compressione: 7,4:1 | Rapporto di compressione: 7,4:1 |
| Frizione: multidisco in bagno d'olio                  | Frizione: multidisco in bagno d'olio | Frizione: multidisco in bagno d'olio | Cambio: sequenziale a 6 marce (sempre in presa) | Cambio: sequenziale a 6 marce (sempre in presa) | Cambio: sequenziale a 6 marce (sempre in presa) |
| Accensione                                            | elettronica C.D.I | elettronica C.D.I | elettronica C.D.I | elettronica C.D.I | elettronica C.D.I |
| Trasmissione                                          | a catena | a catena | a catena | a catena | a catena |
| Avviamento                                            | elettrico | elettrico | elettrico | elettrico | elettrico |
| Ciclistica                                            | | | | | |
| Telaio                                                | bitrave in alluminio | bitrave in alluminio | bitrave in alluminio | bitrave in alluminio | bitrave in alluminio |
| Sospensioni                                           | Anteriore: forcella teleidraulica a steli rovesciati da 40 mm "MARZOCCHI" / Posteriore: monoammortizzatore con regolazione del precarico "SACHS", dal 2005 "MARZOCCHI" | Anteriore: forcella teleidraulica a steli rovesciati da 40 mm "MARZOCCHI" / Posteriore: monoammortizzatore con regolazione del precarico "SACHS", dal 2005 "MARZOCCHI" | Anteriore: forcella teleidraulica a steli rovesciati da 40 mm "MARZOCCHI" / Posteriore: monoammortizzatore con regolazione del precarico "SACHS", dal 2005 "MARZOCCHI" | Anteriore: forcella teleidraulica a steli rovesciati da 40 mm "MARZOCCHI" / Posteriore: monoammortizzatore con regolazione del precarico "SACHS", dal 2005 "MARZOCCHI" | Anteriore: forcella teleidraulica a steli rovesciati da 40 mm "MARZOCCHI" / Posteriore: monoammortizzatore con regolazione del precarico "SACHS", dal 2005 "MARZOCCHI" |
| Freni                                                 | Anteriore: disco singolo da 320 mm Brembo / Posteriore: disco singolo da 230 mm Brembo                                                                                 | Anteriore: disco singolo da 320 mm Brembo / Posteriore: disco singolo da 230 mm Brembo                                                                                 | Anteriore: disco singolo da 320 mm Brembo / Posteriore: disco singolo da 230 mm Brembo                                                                                 | Anteriore: disco singolo da 320 mm Brembo / Posteriore: disco singolo da 230 mm Brembo                                                                                 | Anteriore: disco singolo da 320 mm Brembo / Posteriore: disco singolo da 230 mm Brembo                                                                                 |
| Pneumatici                                            | anteriore da 110/70 ZR 17; posteriore da 150/60 ZR 17 | anteriore da 110/70 ZR 17; posteriore da 150/60 ZR 17 | anteriore da 110/70 ZR 17; posteriore da 150/60 ZR 17 | anteriore da 110/70 ZR 17; posteriore da 150/60 ZR 17 | anteriore da 110/70 ZR 17; posteriore da 150/60 ZR 17 |
| Prestazioni dichiarate                                | | | | | |
| Velocità massima                                      | 160 km/h | 160 km/h | 160 km/h | 160 km/h | 160 km/h |
| Fonte dei dati:                                       | | | | | |

| Caratteristiche tecniche - Cagiva Raptor 650 | Caratteristiche tecniche - Cagiva Raptor 650                                                 | Caratteristiche tecniche - Cagiva Raptor 650                                                 | Caratteristiche tecniche - Cagiva Raptor 650                                                 | Caratteristiche tecniche - Cagiva Raptor 650                                                 | Caratteristiche tecniche - Cagiva Raptor 650                                                 |
| Dimensioni e pesi | Dimensioni e pesi                                                                            | Dimensioni e pesi                                                                            | Dimensioni e pesi                                                                            | Dimensioni e pesi                                                                            | Dimensioni e pesi                                                                            |
| --- | -------------------------------------------------------------------------------------------- | -------------------------------------------------------------------------------------------- | -------------------------------------------------------------------------------------------- | -------------------------------------------------------------------------------------------- | -------------------------------------------------------------------------------------------- |
| Ingombri (lungh.×largh.×alt.) | 2140 × 780 × 1090 mm                                                                         | 2140 × 780 × 1090 mm                                                                         | 2140 × 780 × 1090 mm                                                                         | 2140 × 780 × 1090 mm                                                                         | 2140 × 780 × 1090 mm                                                                         |
| Altezze | Sella: 770 mm - Minima da terra: 140 mm                                                      | Sella: 770 mm - Minima da terra: 140 mm                                                      | Sella: 770 mm - Minima da terra: 140 mm                                                      | Sella: 770 mm - Minima da terra: 140 mm                                                      | Sella: 770 mm - Minima da terra: 140 mm                                                      |
| Interasse: 1440 mm | Interasse: 1440 mm                                                                           | Massa a vuoto: 172 kg                                                                        | Massa a vuoto: 172 kg                                                                        | Serbatoio: 17,5 l                                                                            | Serbatoio: 17,5 l                                                                            |
| Meccanica |                                                                                              |                                                                                              |                                                                                              |                                                                                              |                                                                                              |
| Tipo motore: Bicilindrico "V" di 90° a 4 tempi "DOHC" 4 valvole TSCC                                                                                               | Tipo motore: Bicilindrico "V" di 90° a 4 tempi "DOHC" 4 valvole TSCC                         | Tipo motore: Bicilindrico "V" di 90° a 4 tempi "DOHC" 4 valvole TSCC                         | Tipo motore: Bicilindrico "V" di 90° a 4 tempi "DOHC" 4 valvole TSCC                         | Raffreddamento: a liquido                                                                    | Raffreddamento: a liquido                                                                    |
| Cilindrata | 645 cm³ (Alesaggio 81,0 × Corsa 62,6 mm)                                                     | 645 cm³ (Alesaggio 81,0 × Corsa 62,6 mm)                                                     | 645 cm³ (Alesaggio 81,0 × Corsa 62,6 mm)                                                     | 645 cm³ (Alesaggio 81,0 × Corsa 62,6 mm)                                                     | 645 cm³ (Alesaggio 81,0 × Corsa 62,6 mm)                                                     |
| Distribuzione: Doppio Albero "TSCC"/DOHC | Distribuzione: Doppio Albero "TSCC"/DOHC                                                     | Distribuzione: Doppio Albero "TSCC"/DOHC                                                     | Alimentazione: Carburatore Mikuni BDSR39 da 39 mm, dal 2005 iniezione elettronica Mitsubishi | Alimentazione: Carburatore Mikuni BDSR39 da 39 mm, dal 2005 iniezione elettronica Mitsubishi | Alimentazione: Carburatore Mikuni BDSR39 da 39 mm, dal 2005 iniezione elettronica Mitsubishi |
| Potenza: 74.78 cv (55 kW) alla ruota | Potenza: 74.78 cv (55 kW) alla ruota                                                         | Coppia: 63,5 Nm                                                                              | Coppia: 63,5 Nm                                                                              | Rapporto di compressione: 11,5:1                                                             | Rapporto di compressione: 11,5:1                                                             |
| Frizione: multidisco in bagno d'olio | Frizione: multidisco in bagno d'olio                                                         | Frizione: multidisco in bagno d'olio                                                         | Cambio: sequenziale a 6 marce (sempre in presa)                                              | Cambio: sequenziale a 6 marce (sempre in presa)                                              | Cambio: sequenziale a 6 marce (sempre in presa)                                              |
| Accensione | elettronica                                                                                  | elettronica                                                                                  | elettronica                                                                                  | elettronica                                                                                  | elettronica                                                                                  |
| Trasmissione | a catena                                                                                     | a catena                                                                                     | a catena                                                                                     | a catena                                                                                     | a catena                                                                                     |
| Avviamento | elettrico                                                                                    | elettrico                                                                                    | elettrico                                                                                    | elettrico                                                                                    | elettrico                                                                                    |
| Ciclistica |                                                                                              |                                                                                              |                                                                                              |                                                                                              |                                                                                              |
| Telaio | traliccio in tubi d'acciaio altoresistenziale                                                | traliccio in tubi d'acciaio altoresistenziale                                                | traliccio in tubi d'acciaio altoresistenziale                                                | traliccio in tubi d'acciaio altoresistenziale                                                | traliccio in tubi d'acciaio altoresistenziale                                                |
| Sospensioni | Anteriore: forcella a steli rovesciati da 43 mm "MARZOCCHI" / Posteriore: monoammortizzatore | Anteriore: forcella a steli rovesciati da 43 mm "MARZOCCHI" / Posteriore: monoammortizzatore | Anteriore: forcella a steli rovesciati da 43 mm "MARZOCCHI" / Posteriore: monoammortizzatore | Anteriore: forcella a steli rovesciati da 43 mm "MARZOCCHI" / Posteriore: monoammortizzatore | Anteriore: forcella a steli rovesciati da 43 mm "MARZOCCHI" / Posteriore: monoammortizzatore |
| Freni | Anteriore: Doppio disco Ø 298mm Brembo serie Oro / Posteriore: Disco Ø 220mm Brembo          | Anteriore: Doppio disco Ø 298mm Brembo serie Oro / Posteriore: Disco Ø 220mm Brembo          | Anteriore: Doppio disco Ø 298mm Brembo serie Oro / Posteriore: Disco Ø 220mm Brembo          | Anteriore: Doppio disco Ø 298mm Brembo serie Oro / Posteriore: Disco Ø 220mm Brembo          | Anteriore: Doppio disco Ø 298mm Brembo serie Oro / Posteriore: Disco Ø 220mm Brembo          |
| Pneumatici | anteriore: 120/70-17 58W o 120/65 ZR17 56W o 120/60 ZR17 55W - posteriore: 160/60-17         | anteriore: 120/70-17 58W o 120/65 ZR17 56W o 120/60 ZR17 55W - posteriore: 160/60-17         | anteriore: 120/70-17 58W o 120/65 ZR17 56W o 120/60 ZR17 55W - posteriore: 160/60-17         | anteriore: 120/70-17 58W o 120/65 ZR17 56W o 120/60 ZR17 55W - posteriore: 160/60-17         | anteriore: 120/70-17 58W o 120/65 ZR17 56W o 120/60 ZR17 55W - posteriore: 160/60-17         |
| Prestazioni dichiarate |                                                                                              |                                                                                              |                                                                                              |                                                                                              |                                                                                              |
| Velocità massima | 210 km/h                                                                                     | 210 km/h                                                                                     | 210 km/h                                                                                     | 210 km/h                                                                                     | 210 km/h                                                                                     |
| Accelerazione | 0-400m in 12,6 s (171,6 km/h) , 0-100km/h in 4 s                                             | 0-400m in 12,6 s (171,6 km/h) , 0-100km/h in 4 s                                             | 0-400m in 12,6 s (171,6 km/h) , 0-100km/h in 4 s                                             | 0-400m in 12,6 s (171,6 km/h) , 0-100km/h in 4 s                                             | 0-400m in 12,6 s (171,6 km/h) , 0-100km/h in 4 s                                             |
| Consumo | misto 17 km x litro                                                                          | misto 17 km x litro                                                                          | misto 17 km x litro                                                                          | misto 17 km x litro                                                                          | misto 17 km x litro                                                                          |
| Fonte dei dati: https://raptorgarage.altervista.org/manuali-manutenzione/ https://www.dueruote.it/prove/prove-redazione/2012/kawasaki-er-6n-cagiva-raptor-650.html |                                                                                              |                                                                                              |                                                                                              |                                                                                              |                                                                                              |

| Caratteristiche tecniche - Cagiva Raptor 1000 [V Raptor 1000]        | Caratteristiche tecniche - Cagiva Raptor 1000 [V Raptor 1000]                                                        | Caratteristiche tecniche - Cagiva Raptor 1000 [V Raptor 1000]                                                        | Caratteristiche tecniche - Cagiva Raptor 1000 [V Raptor 1000]                                                                                               | Caratteristiche tecniche - Cagiva Raptor 1000 [V Raptor 1000]                                                                                               | Caratteristiche tecniche - Cagiva Raptor 1000 [V Raptor 1000]                                                                                               |
| -------------------------------------------------------------------- | --- | --- | --- | --- | --- |
|                                                                      | | | | | |
| Dimensioni e pesi                                                    | | | | | |
| Ingombri (lungh.×largh.×alt.)                                        | 2140 × 780 mm [805] × 1090 mm [1070] mm                                                                              | 2140 × 780 mm [805] × 1090 mm [1070] mm                                                                              | 2140 × 780 mm [805] × 1090 mm [1070] mm | 2140 × 780 mm [805] × 1090 mm [1070] mm | 2140 × 780 mm [805] × 1090 mm [1070] mm |
| Altezze                                                              | Sella: 770 mm - Minima da terra: 140 mm                                                                              | Sella: 770 mm - Minima da terra: 140 mm                                                                              | Sella: 770 mm - Minima da terra: 140 mm | Sella: 770 mm - Minima da terra: 140 mm | Sella: 770 mm - Minima da terra: 140 mm |
| Interasse: 1440 mm                                                   | Interasse: 1440 mm                                                                                                   | Massa a vuoto: 197 kg kg                                                                                             | Massa a vuoto: 197 kg kg | Serbatoio: 17 l | Serbatoio: 17 l |
| Meccanica                                                            | | | | | |
| Tipo motore: Bicilindrico "V" di 90° a 4 tempi "DOHC" 4 valvole TSCC | Tipo motore: Bicilindrico "V" di 90° a 4 tempi "DOHC" 4 valvole TSCC                                                 | Tipo motore: Bicilindrico "V" di 90° a 4 tempi "DOHC" 4 valvole TSCC                                                 | Tipo motore: Bicilindrico "V" di 90° a 4 tempi "DOHC" 4 valvole TSCC                                                                                        | Raffreddamento: a liquido | Raffreddamento: a liquido |
| Cilindrata                                                           | 996 cm³ (Alesaggio 98,0 × Corsa 66 mm)                                                                               | 996 cm³ (Alesaggio 98,0 × Corsa 66 mm)                                                                               | 996 cm³ (Alesaggio 98,0 × Corsa 66 mm) | 996 cm³ (Alesaggio 98,0 × Corsa 66 mm) | 996 cm³ (Alesaggio 98,0 × Corsa 66 mm) |
| Distribuzione: DOHC                                                  | Distribuzione: DOHC                                                                                                  | Distribuzione: DOHC                                                                                                  | Alimentazione: iniezione elettronica | Alimentazione: iniezione elettronica | Alimentazione: iniezione elettronica |
| Potenza: 109,9 cv (82 kW) a 8.500 rpm al pignone                     | Potenza: 109,9 cv (82 kW) a 8.500 rpm al pignone                                                                     | Coppia: | Coppia: | Rapporto di compressione: 11,3:1 | Rapporto di compressione: 11,3:1 |
| Frizione: multidisco in bagno d'olio                                 | Frizione: multidisco in bagno d'olio                                                                                 | Frizione: multidisco in bagno d'olio                                                                                 | Cambio: sequenziale a 6 marce (sempre in presa) 1°: 12/32 (2,666) 2°: 15/29 (1,933) 3°: 18/27 (1,500) 4°: 22/27 (1,227) 5°: 23/25 (1,086) 6°: 24/24 (1,000) | Cambio: sequenziale a 6 marce (sempre in presa) 1°: 12/32 (2,666) 2°: 15/29 (1,933) 3°: 18/27 (1,500) 4°: 22/27 (1,227) 5°: 23/25 (1,086) 6°: 24/24 (1,000) | Cambio: sequenziale a 6 marce (sempre in presa) 1°: 12/32 (2,666) 2°: 15/29 (1,933) 3°: 18/27 (1,500) 4°: 22/27 (1,227) 5°: 23/25 (1,086) 6°: 24/24 (1,000) |
| Accensione                                                           | elettronica | elettronica | elettronica | elettronica | elettronica |
| Trasmissione                                                         | primaria a ingranaggi 31/57 (1,838); secondaria a catena 16/40 (2,500)                                               | primaria a ingranaggi 31/57 (1,838); secondaria a catena 16/40 (2,500)                                               | primaria a ingranaggi 31/57 (1,838); secondaria a catena 16/40 (2,500)                                                                                      | primaria a ingranaggi 31/57 (1,838); secondaria a catena 16/40 (2,500)                                                                                      | primaria a ingranaggi 31/57 (1,838); secondaria a catena 16/40 (2,500)                                                                                      |
| Avviamento                                                           | elettrico | elettrico | elettrico | elettrico | elettrico |
| Ciclistica                                                           | | | | | |
| Telaio                                                               | in traliccio | in traliccio | in traliccio | in traliccio | in traliccio |
| Sospensioni                                                          | Anteriore: forcella a steli rovesciati da 43 mm "MARZOCCHI" / Posteriore: monoammortizzatore pluriregolabile "SACHS" | Anteriore: forcella a steli rovesciati da 43 mm "MARZOCCHI" / Posteriore: monoammortizzatore pluriregolabile "SACHS" | Anteriore: forcella a steli rovesciati da 43 mm "MARZOCCHI" / Posteriore: monoammortizzatore pluriregolabile "SACHS"                                        | Anteriore: forcella a steli rovesciati da 43 mm "MARZOCCHI" / Posteriore: monoammortizzatore pluriregolabile "SACHS"                                        | Anteriore: forcella a steli rovesciati da 43 mm "MARZOCCHI" / Posteriore: monoammortizzatore pluriregolabile "SACHS"                                        |
| Freni                                                                | Anteriore: Doppio disco Ø 298 mm / Posteriore: Disco Ø 220 mm                                                        | Anteriore: Doppio disco Ø 298 mm / Posteriore: Disco Ø 220 mm                                                        | Anteriore: Doppio disco Ø 298 mm / Posteriore: Disco Ø 220 mm                                                                                               | Anteriore: Doppio disco Ø 298 mm / Posteriore: Disco Ø 220 mm                                                                                               | Anteriore: Doppio disco Ø 298 mm / Posteriore: Disco Ø 220 mm                                                                                               |
| Pneumatici                                                           | anteriore da 120/70-17 o in alternativa 120/65-17, posteriore da 180/55-17                                           | anteriore da 120/70-17 o in alternativa 120/65-17, posteriore da 180/55-17                                           | anteriore da 120/70-17 o in alternativa 120/65-17, posteriore da 180/55-17                                                                                  | anteriore da 120/70-17 o in alternativa 120/65-17, posteriore da 180/55-17                                                                                  | anteriore da 120/70-17 o in alternativa 120/65-17, posteriore da 180/55-17                                                                                  |
| Prestazioni dichiarate                                               | | | | | |
| Velocità massima                                                     | 230 km/h | 230 km/h | 230 km/h | 230 km/h | 230 km/h |
| Fonte dei dati:                                                      | | | | | |